# Voray-sur-l’Ognon
Voray-sur-l’Ognon – miejscowość i gmina we Francji, w regionie Burgundia-Franche-Comté, w departamencie Górna Saona, położona nad rzeką Ognon.
Według danych na rok 1990 gminę zamieszkiwały 553 osoby, a gęstość zaludnienia wynosiła 80 osób/km² (wśród 1786 gmin Franche-Comté Voray-sur-l’Ognon plasuje się na 286. miejscu pod względem liczby ludności, natomiast pod względem powierzchni na miejscu 647.).